# Cyrthermannia baloghorum
Cyrthermannia baloghorum är en kvalsterart som beskrevs av Pérez-Íñigo och Baggio 1988. Cyrthermannia baloghorum ingår i släktet Cyrthermannia och familjen Nanhermanniidae. Inga underarter finns listade i Catalogue of Life.